# Sakoira
Sakoira est une localité et une commune rurale du Niger dans la région de Tillabéri, rattachée au département de Tillabéri depuis la décentralisation de 2004. 

## Géographie
La commune s'étend au nord de la ville de Tillabéri.
| Bibiyergou | Anzourou  | Tondikiwindi |
| Sinder     | Sakoira   | Tondikiwindi |
| Sinder     | Tillabéri | Ouallam      |

## Histoire
La commune rurale de Sakoïra est créée par la réforme administrative nationale de 2002. Elle est issue du partage du canton de Tillabéri-Sakoïra entre les communes de Sakoïra, Bibiyergou et Tillabéri.

## Population
Lors du recensement général de 2012, la population communale est relevée à 26 776 habitants, dont 4 790 habitants pour la localité chef-lieu.

## Transports
La commune est traversée par la route nationale 1 (axe Niamey-frontière nigéro-malienne).